# Palais de Benicarló
Ne doit pas être confondu avec Palais des Corts.
Le palais de Benicarló ou palais des Borgia est une demeure aristocratique de style gothique valencien-renaissance situé dans la ville de Valence (en Espagne). Actuellement, il s'agit du siège du Parlement valencien.
Le palais fut construit au XVe siècle pour être une résidence de la famille Borgia dans la capitale de l'ancien royaume de Valence, nommé en l'honneur de Joan Pérez de Sanmillán, marquis de Benicarló.